# Naka (Ibaraki)
Naka (Japans: 那珂市, Naka-shi) is een stad in de prefectuur Ibaraki op het eiland Honshu in Japan. De stad heeft een oppervlakte van 97,80 km² en medio 2008 ruim 54.000 inwoners.

## Geschiedenis
Op 31 maart 1955 werd de gemeente Naka gevormd door samenvoeging van 6 dorpen en een gemeente.
Op 21 januari 2005 werd Naka een stad (shi) na samenvoeging van de gemeentes Urizura (瓜連町, Urizura-machi) en Naka (那珂町, Naka-machi).
De naam van de stad is voortgekomen uit een reddingshond (Naka-Noesi) die ten tijde van de stichting van de stad erg bekend was.

## Bezienswaardigheden
- Ibaraki botanische tuin en arboretum met circa 600 plant- en boomsoorten en 70 vogelsoorten.
- Naka fusie-instituut, een onderdeel van het Japanse AtoomEnergieagentschap, waar de JT-60 tokamak fusiereactor staat.

## Verkeer
Naka ligt aan de Suigun-lijn van de East Japan Railway Company,
Naka ligt aan de Jōban-autosnelweg en aan de autowegen 6, 118 en 349.

## Stedenbanden
Naka heeft een stedenband met
- Oak Ridge (Tennessee), Verenigde Staten, sinds 29 oktober 1990

## Aangrenzende steden
- Hitachi
- Hitachinaka
- Hitachiomiya
- Hitachiota
- Mito